# Тыю (приток Лузы)
Тыю — река в России, протекает по территории района Печора в Республике Коми. Левый приток Лузы (бассейн Кожвы).
Длина реки составляет 46 км. Протекает в тайге на западе района. От истока течёт на северо-восток, в средней части поворачивает на юго-восток, в низовьях течёт на юг. Впадает в Лузу по левому берегу в 67 км от её устья.
Основной приток — Кузьёль (впадает справа в 3 км от устья).

## Данные водного реестра
По данным государственного водного реестра России относится к Двинско-Печорскому бассейновому округу, водохозяйственный участок реки — Печора от водомерного поста у посёлка Шердино до впадения реки Уса, речной подбассейн реки — бассейны притоков Печоры до впадения Усы. Речной бассейн реки — Печора.
Код объекта в государственном водном реестре — 03050100212103000063962.